# 廣末哲万
廣末 哲万（ひろすえ ひろまさ、1978年3月26日 - ）は、高知県出身の俳優、映画監督。

## 略歴
2001年に脚本家・高橋泉とともに映像ユニット「群青いろ」を結成。
2004年、ぴあフィルムフェスティバルのPFFアワード2004で「群青いろ」の2作品がグランプリ&準グランプリを獲得し話題を集める。
監督・主演を務めた第16回PFFスカラシップ作品『14歳』が、2007年に第36回ロッテルダム国際映画祭で最優秀アジア映画賞、2008年に芸術選奨新人賞を受賞した。
2011年には、監督作『FIT』が第61回ベルリン国際映画祭フォーラム部門に正式出品されている。

## 主な作品

### 映画
- さよなら さようなら （2005年） - 監督・撮影・主演
- ある朝スウプは （2005年、監督:高橋泉） - 主演
- 鼻唄泥棒 （2006年） - 監督・主演（脚本:高橋泉）
- 14歳 （2007年） - 監督・主演（脚本:高橋泉）
- 天然コケッコー （2007年、監督：山下敦弘） - しげちゃん 役
- 夕日向におちるこえ （2007年） - 監督・脚本・出演
- むすんでひらいて （2007年、監督:高橋泉） - 出演
- FIT（2010年） - 監督・脚本・撮影・出演
- 海燕ホテル・ブルー （2012年、監督若松孝二） - 出演
- 凶悪 （2013年、脚本:高橋泉） - 出演
- あした家族（2013年） - 監督・出演
- ミスターホーム（2014年、監督:池田千尋、ハセガワアユム、工藤渉、長友孝和） - 出演
- 雨降って、ジ・エンド。（2024年、監督:高橋泉） - 出演[1]
- 彼女はなぜ、猿を逃したか?（2024年、監督:高橋泉） - 出演[2]

### CM
- NTT DoCoMo 「家ラブ族」（市川準監督・2006年）

## 出演

### テレビドラマ
- 科捜研の女 season24 第4話（2024年7月24日、テレビ朝日） - 塚串洋次 役[3]